# Atanus serrulatus
Atanus serrulatus är en insektsart som beskrevs av Keti Maria Rocha Zanol 1998. Atanus serrulatus ingår i släktet Atanus och familjen dvärgstritar. Inga underarter finns listade i Catalogue of Life.